# Schmerbach am Kamp
Schmerbach am Kamp ist eine Ortschaft und eine Katastralgemeinde der Gemeinde Pölla im Bezirk Zwettl in Niederösterreich.

## Siedlungsentwicklung
Zum Jahreswechsel 1979/1980 befanden sich in der Katastralgemeinde Schmerbach insgesamt 9 Bauflächen mit 2.799 m², 1989/1990 zählte man weiterhin 9 Bauflächen. 1999/2000 war die Zahl der Bauflächen auf 22 angewachsen und 2009/2010 bestanden 14 Gebäude auf 22 Bauflächen.

## Bodennutzung
Die Katastralgemeinde ist landwirtschaftlich geprägt. 49 Hektar wurden zum Jahreswechsel 1979/1980 landwirtschaftlich genutzt und 37 Hektar waren forstwirtschaftlich geführte Waldflächen. 1999/2000 wurde auf 47 Hektar Landwirtschaft betrieben und 39 Hektar waren als forstwirtschaftlich genutzte Flächen ausgewiesen. Ende 2018 waren 46 Hektar als landwirtschaftliche Flächen genutzt und Forstwirtschaft wurde auf 39 Hektar betrieben. Die durchschnittliche Bodenklimazahl von Schmerbach beträgt 16,8 (Stand 2010).